# Cubs du cap Cod
Les Cubs du cap Cod sont une franchise professionnelle de hockey sur glace qui évolue de 1972 à 1976 dans l'Eastern Hockey League (EHL) puis la North American Hockey League (NAHL). L'équipe joue dans le Cape Cod Coliseum à South Yarmouth dans le Massachusetts aux États-Unis.

## Histoire
Les Cubs sont créés dans l'Eastern Hockey League en 1972, année où leur patinoire, le Cape Cod Coliseum, est construite. Affiliés aux Bruins de Boston et aux Rangers de New York de la Ligue nationale de hockey, les Cubs sont entraînés par un ancien joueur des Bruins Bronco Horvath et remportent la division centrale de l'EHL lors de leur première année d'existence. Quand l'EHL ferme ses portes, les Cubs rejoignent la North American Hockey League lors de sa création en 1973-74. Un mauvais début de saison amène au licenciement de Horvath qui est alors remplacé temporairement par le défenseur de l'équipe Mike De Marco avant que Nick Polano des Reds de Providence soit nommé entraîneur-joueur pour le reste de la saison. En 1974-75, l'équipe change de nom et devient les Cape Codders ; elle devient affiliée avec les Whalers de la Nouvelle-Angleterre et les Crusaders de Cleveland de l'Association américaine de hockey et remplace en même temps son entraîneur par Larry Kish, ancien entraîneur des Eagles de Rhode Island et des Suns de Suncoast. La franchise est dissoute en 1976.

## Statistiques
| Saison  | Nom             | Ligue |    | PJ | V  | D  | N  | Pts    | % V | BP  | BC                         |  | Séries éliminatoires, |
| 1972-73 | Cubs du cap Cod | EPHL  | 76 | 36 | 29 | 11 | 83 | 54,6 % | 338 | 314 |                            |  |                       |
| 1973-74 | Cubs du cap Cod | NAHL  | 74 | 34 | 39 | 1  | 69 | 46,6 % | 338 | 345 | Éliminés en deuxième ronde |  |                       |
| 1974-75 | Cape Codders    | NAHL  | 74 | 32 | 38 | 4  | 68 | 45,9 % | 319 | 310 |                            |  |                       |
| 1975-76 | Cape Codders    | NAHL  | 52 | 24 | 25 | 3  | 51 | 49,0 % | 244 | 227 | Non qualifiés              |  |                       |